# Photedes tincta
Photedes tincta là một loài bướm đêm trong họ Noctuidae.